# Zagorka AD
„Zagorka” AD (în bulgară Загорка АД) este o societate pe acțiuni din Stara Zagora (Bulgaria), care are ca activitate principală producerea de bere. Ea este deținută începând din 1994 de compania Brewinvest, care se află în prezent în proprietatea grupului multinațional Heineken International, originar din Țările de Jos.
Această societate este succesoarea legală a următoarelor companii: Fabrica de bere „Bădașnost” (1902–1918), Fabrica de bere „Trakia” AD (1918–1927), Fabrica de bere „Zagorka” (1958–1968), Uzina de bere „Zagorka” (1968–1990), Compania de stat „Zagorka” (1990–1991), „Zagorka” EOOD (1991–1994) și „Zagorka” EAD (1994). Ea continuă, de asemenea, activitatea companiei Pivovarna Ariana AD⁠(d) din Sofia, care a fuzionat în 2003 cu „Zagorka” AD.
Compania Zagorka este un sponsor al mai multor evenimente sportive din Bulgaria, fiind în mod deosebit un partener al Federației Bulgare de Fotbal. Principalele mărci de bere produse de Zagorka sunt mărcile bulgare Zagorka⁠(d), Ariana⁠(d) și Stolicino⁠(d), concurate într-o anumită măsură de unele mărci străine ale companiei Heineken.

## Istoric

### 1902–1927
În 1902, dr. Konstantin Kojuharov, care a absolvit studii de medicină la Praga, s-a întors la Stara Zagora și, împreună cu câțiva concetățeni, a decis să construiască o fabrică de bere în orașul său natal. Noua întreprindere a fost înființată cu capitalurile investite de societatea de credit locală „Bădașnost” („Viitorul”), care fusese fondată în 1886 și avea un capital social de 500.000 de leva. Societatea de credit „Bădașnost” folosea 2/3 din capitalul său pentru desfășurarea de operațiuni bancare și financiare, iar restul îl investea în afaceri comerciale și industriale. Ea a fost transformată în 1896 în societate comercială pe acțiuni și a început să plătească dividende. Compania bancară a devenit principalul acționar al noii fabrici de bere „Bădașnost”, investind o sumă de 800.000 de leva, cu care au fost achiziționate utilaje și instalații din Cehia și Germania și au fost angajați specialiști în producerea de bere din străinătate. Fabrica avea 25-28 de angajați, care munceau 12 ore pe zi. În 1907, la Expoziția Balcanică de la Londra⁠(d), producția fabricii de bere „Bădașnost” a primit premiul I.
Fabrica de bere purta numele „Bădașnost” („Viitorul”), dar locuitorii orașului Stara Zagora o numeau „Birariiata” („Berăria”). Compania a prosperat inițial cu sprijinul financiar al principalului său acționar, dar după câțiva ani a început să se confrunte cu dificultăți mari. Ca urmare a condițiilor dure de muncă și a salariilor mici, muncitorii de la fabrica de bere „Bădașnost” au intrat în grevă la 8 iulie 1907. Comercializarea berii întâmpina dificultăți, deoarece berea nu era la acea vreme o băutură populară în Bulgaria. S-a încercat exportarea producției la Istanbul, dar vânzarea în străinătate a eșuat din cauza lipsei vagoanelor frigorifice. Exista în același timp o lipsă de tehnicieni bulgari pregătiți, ceea ce făcea necesară angajarea de tehnicieni străini din Cehia și Germania, care costau scump compania. Principalul creditor al fabricii – banca „Bădașnost” – se afla, de asemenea, în dificultăți financiare, iar din acest motiv fabrica de bere a încetat să mai facă plăți și a fost declarată falimentară. Conducerea fabricii a fost predată unui administrator judiciar desemnat de instanță – avocatul Haralamb Nedealkov din Stara Zagora. Timp de câțiva ani, fabrica a fost inactivă.
În 1918, după încheierea Primului Război Mondial, alți oameni întreprinzători din Stara Zagora – frații Zlatevi au decis să reconstruiască fabrica de bere. Ei au creat o societate pe acțiuni denumită „Trakia”, în care au investit bani atât locuitorii din Stara Zagora, cât și locuitori ai altor orașe. Societatea „Trakia” a cumpărat toate clădirile, utilajele și instalațiile de la receptor, a reconstruit fabrica și a început producția de bere în 1921. Berea produsă de „Trakia” AD era de calitate superioară și a fost vândută cu succes în Bulgaria de Sud⁠(d). Compania avea reprezentanțe la Iambol, Burgas, Karnobat, Aitos, Elhovo, Sliven, Haskovo, Kărdjali, Plovdiv și Pazardjik. Cantități semnificative de bere au fost comercializate la Peștera, Iakoruda, Bansko și în întreaga zonă a Munților Pirin.
Berea produsă la Stara Zagora se afla pe locul trei în ceea ce privește vânzările din Bulgaria, după „Șumensko⁠(d)” și „Proșekovo pivo⁠(d)”. Fabrica și împrejurimile sale au devenit un loc preferat de plimbare pentru locuitorii orașului Stara Zagora. Oamenii vizitau în weekend și de sărbători „bufetele” nou deschise și consumau acolo berea locală. Fabrica a fost complet electrificată în 1927. Au fost întrebuințate surse proprii de apă de izvor și au fost achiziționate utilaje și instalații noi.
Declinul producției de bere în Bulgaria, mai ales după 1925, din cauza politicii împovărătoare de accizare impusă de guvernul bulgar în scopul încurajării producției de vin după Primul Război Mondial, i-a determinat pe proprietarii fabricilor de bere din Bulgaria să formeze pe 3 aprilie 1927 un cartel al berarilor care includea toate cele 18 fabrici existente atunci. În urma deciziei cartelului, un număr de 12 fabrici de bere au fost închise, inclusiv cea din Stara Zagora. Fabricile închise au încetat producția, iar unele dintre ele au continuat să funcționeze doar ca depozite pentru vânzarea berii către celelalte 6 fabrici de bere aflate încă în funcțiune. Crearea cartelului nu a reușit să oprească declinul producției și vânzării de bere. Cartelul berarilor a încetat să mai existe în anul 1931.
Fabrica de bere „Trakia” AD și-a încetat producția în urma deciziei cartelului din 1927. Toate utilajele, echipamentele și instalațiile sale au fost vândute. Clădirea secției de producție a malțului a fost închiriată de Intendența Armatei, care a folosit-o ca depozit. Un singur paznic și familia lui au continuat să locuiască în fabrica ruinată. Clădirile au fost păstrate, iar terenurile din jur au fost însămânțate cu cereale. Spațiile care au supraviețuit au devenit mai târziu baza pentru construcția noii fabrici de bere Zagorka.

### 1954–1990
În 1954, guvernul bulgar a adoptat o hotărâre privind reluarea activității de producere a berii la Stara Zagora. În oraș a fost construită fabrica „Zagorka”, care a început să funcționeze la 6 aprilie 1958 și a produs până la sfârșitul acelui an o cantitate de 10.426.000 litri de bere. Producția de bere a fabricii a crescut an de an de la 17.733.000 litri (în 1959) până la 27.062.000 litri (în 1965). În anul 1963 a intrat în funcțiune o secție de depozitare extinsă cu o capacitate de 2 milioane de litri și o secție de fermentație cu o capacitate de 300 de mii de litri. În perioada 1965 – 1970 a fost construită o nouă secție de producție de malț, echipată cu instalații tehnologice cehe, cu o capacitate anuală de 4.500 de tone de malț; a fost pusă în funcțiune, de asemenea, o nouă secție de îmbuteliere cu o capacitate de 15.000 de sticle pe oră. Gama de produse fabricate aici includea patru sortimente de bere cu dublă filtrare: ușoară – 10%, ușoară de tip „Pilsen” – 13%, brună – 12% și bere brună de tip „Porter⁠(d)” – 18%.
Producția de bere a continuat să crească în cursul anilor 1960 astfel: 17.235.000 l (1960), 21.532.000 l (1962), 24.356.000 l (1964), 28.527.000 l (1966), 33.481 000 l (1968), 39.995 000 l (1970). În aceeași perioadă a crescut, de asemenea, producția de malț: 809 tone (1958), 1.028 tone (1960), 940 tone (1962), 1.019 tone (1964), 573 tone (1966), 3.290 tone (1968), 4.606 tone (1970).
La sfârșitul anilor 1960 întreprinderea a fost redenumită Uzina de bere „Zagorka” (Пивоварен завод „Загорка”). În cursul anilor 1970 și 1980, ca urmare a modernizării întreprinderii, producția a continuat să crească. Producția anuală de bere de-a lungul anilor a evoluat astfel: 70.169.000 l (1975), 58.693.000 l (1982), 59.092.000 l (1984), 59.622.000 l (1986), 61.461.000 l (1988), 69.521.000 l (1990). În aceeași perioadă producția de malț a crescut de asemenea: 5.266 tone (1975), 4.566 tone (1982), 15.504 tone (1984), 15.563 tone (1986), 15.580 tone (1988), 15.741 tone (1990).
La sfârșitul anului 1984 au început o reconstrucție generală și o modernizare a uzinei. A fost construită o nouă instalație de climatizare și refrigerare, au fost instalate două noi linii de fabricație a berii din Cehia, 19 aparate belgiene cilindro-conice, o instalație de spălare și dezinfecție, filtre noi cu kieselguhr, echipamente noi de îmbuteliere, a fost deschisă o secție nouă de liniștire cu 12 vase, au fost construite noi depozite de bere și ambalaje și un siloz pentru stocarea orzului în satul Trănkovo.
La sfârșitul anilor 1980 compania „Zagorka” a început să exporte în străinătate. A fost produsă atunci prima bere bulgară fără alcool – „Zagorka Vita”, destinată exportului în Orientul Mijlociu. Compania a participat pentru prima dată în anul 1981 la competiția internațională Monde Selection⁠(d). Ea a câștigat de atunci un total de 11 premii: trei medalii de argint, șapte medalii de aur și marele premiu – trofeu de aur pentru calitate în 1985.

### După 1990
Prin Decizia nr. 152/06.12.1990 a ministrului agriculturii și industriei alimentare a fost înființată Compania de Stat „Zagorka” din Stara Zagora. La 8 ianuarie 1991 Compania de Stat „Zagorka” a fost înscrisă în Registrul Comerțului al Tribunalului Districtual din Stara Zagora în calitate de succesor legal al activelor și pasivelor Uzinei de bere „Zagorka”. Prin Hotărârea Consiliului de Miniștri nr.176/1991, compania de stat a fost transformată în societatea „Zagorka” EOOD, în calitate de succesor legal al activelor și pasivelor Companiei de Stat „Zagorka”, și a fost înscrisă astfel în Registrul Comerțului la 31 octombrie 1991. Prin decizia Judecătoriei Stara Zagora din 19 octombrie 1994 a avut loc transformarea „Zagorka” EOOD în „Zagorka” EAD.
„Zagorka” AD din Stara Zagora a fost prima companie producătoare de bere din Bulgaria, care a fost privatizată. La 28 octombrie 1994 compania Brewinvest, înregistrată în Grecia, ai cărei acționari erau compania producătoare de bere Heineken din Țările de Jos (50%) și Coca-Cola Hellenic Bottling Company⁠(d) din Grecia (50%), a achiziționat 80% din acțiunile companiei „Zagorka” pentru 21,7 milioane de dolari. Prin decizia Judecătoriei Stara Zagora din 22 martie 1995 forma juridică a companiei a fost schimbată în „Zagorka” AD.
În decembrie 1997 compania Brewinvest („Heineken” și „Coca-Cola Hellenic Bottling Company”) a achiziționat prin intermediul bursei un pachet majoritar de acțiuni al companiei „Pivovarna Ariana⁠(d)” AD din Sofia. Investițiile totale ale companiilor Heineken și Coca-Cola Hellenic Bottling Company în compania bulgară Zagorka au depășit 60 de milioane de leva în 2001, fiind destinate pentru reconstrucția și modernizarea sistemului de fermentație (6 milioane de euro), a sistemului de filtrare (1 milion de euro) și a sistemului de răcire (1 milion de euro), pentru construirea unei noi linii de îmbuteliere (7 milioane de euro) și a unei noi linii de umplere a butoaielor (2 milioane de euro) și pentru achiziționarea de lăzi ecologice (5 milioane de euro). Fabrica „Zagorka” era liderul pieței berii din Bulgaria în anul 2002, cu o cotă de piață de 26%.
În anul 2003 compania Pivovarna Ariana a fuzionat prin absorbție cu Zagorka AD. Prin această tranzacție, compania Brewinvest a ajuns să dețină 98,86% din acțiunile companiei Zagorka. În anul 2004 „Zagorka” AD a investit peste 2 milioane de euro pentru construirea unei noi fabrici de bere. Investițiile în „Zagorka” AD de la privatizare până la sfârșitul anului 2006 au ajuns la aproximativ 90 de milioane de euro. Ca urmare, în 2008, Zagorka AD era lider de piață în Bulgaria cu o cotă de piață de 35,6%, iar această poziție o deținea inclusiv în 2013, când continua să aibă o cotă de piață de peste 30%.
În octombrie 2013 compania „Zagorka” AD a deschis un nou depozit de produse finite, care este proiectat și certificat conform metodei recunoscute la nivel mondial de evaluare a performanței de mediu a clădirilor de toate tipurile – BREEAM⁠(d). Aceasta este prima clădire industrială ecologică din Bulgaria și prima fabrică de bere din întreaga lume a grupului Heineken, care are un astfel de depozit ecologic.
Heineken International, cel mai mare producător de bere din Europa, a cumpărat în august 2014 cota de 50% deținută de Coca-Cola Hellenic Bottling Company în cadrul Brewinvest și a devenit astfel, de facto, proprietarul majoritar al companiei bulgare „Zagorka” AD. În cei 20 de ani de când era proprietara fabricii bulgare, Brewinvest a investit peste 133 de milioane de euro în compania bulgară de producere a berii. În anul 2014 fabrica de bere din Stara Zagora avea un număr de 510 de angajați.

## Mărci de bere
Portofoliul „Zagorka” AD conține următoarele mărci de bere:
- Zagorka⁠(d) în patru sortimente:
  - „Zagorka Special” – o bere lager cu o concentrație zaharometrică de 11,4° P și un conținut de alcool⁠(d) de 5,0%
  - „Zagorka Gold” – o bere premium ușoară cu un conținut de alcool de 5,0%
  - „Zagorka Reserve” (Rezerva) – o bere brună de sezon cu o concentrație zaharometrică de 14,5° P și un conținut de alcool de 6,0%, descrisă ca „prima băutură de iarnă care combină cea mai bune bere” și vinul roșu[2]
  - „Zagorka Fusion” – o bere ușoară cu aromă de struguri albi, cu un conținut de alcool de 2%
- Ariana⁠(d) în două sortimente:
  - „Ariana Light” - o bere ușoară cu o concentrație zaharometrică de 10° P și un conținut de alcool de 4,5%
  - „Ariana Dark” - o bere brună cu o concentrație zaharometrică de 13° P și un conținut de alcool de 5,5%
- Stolicino⁠(d) - o bere bock brună tare, cu o concentrație zaharometrică de 16° P și un conținut de alcool de 6,5%
- Heineken – marcă internațională a grupului Heineken; produsă sub licență.
- Amstel – marcă internațională a grupului Heineken; produsă sub licență.
- Desperados⁠(d) – marcă internațională a grupului Heineken; bere cu aromă de tequila, cu un conținut de alcool de 5,9%.

Unele dintre produsele „Zagorka” AD au fost premiate de mai multe ori de diverse organizații prestigioase. Patru dintre sortimentele din portofoliul companiei „Zagorka” (Zagorka, Zagorka Rezerva 2011, Ariana și Ariana Dark) au primit medalii de aur la competiția internațională anuală Monde Selection⁠(d) din 2012, organizată de International Quality Institute.

## Galerie

Produse ale companiei Zagorka
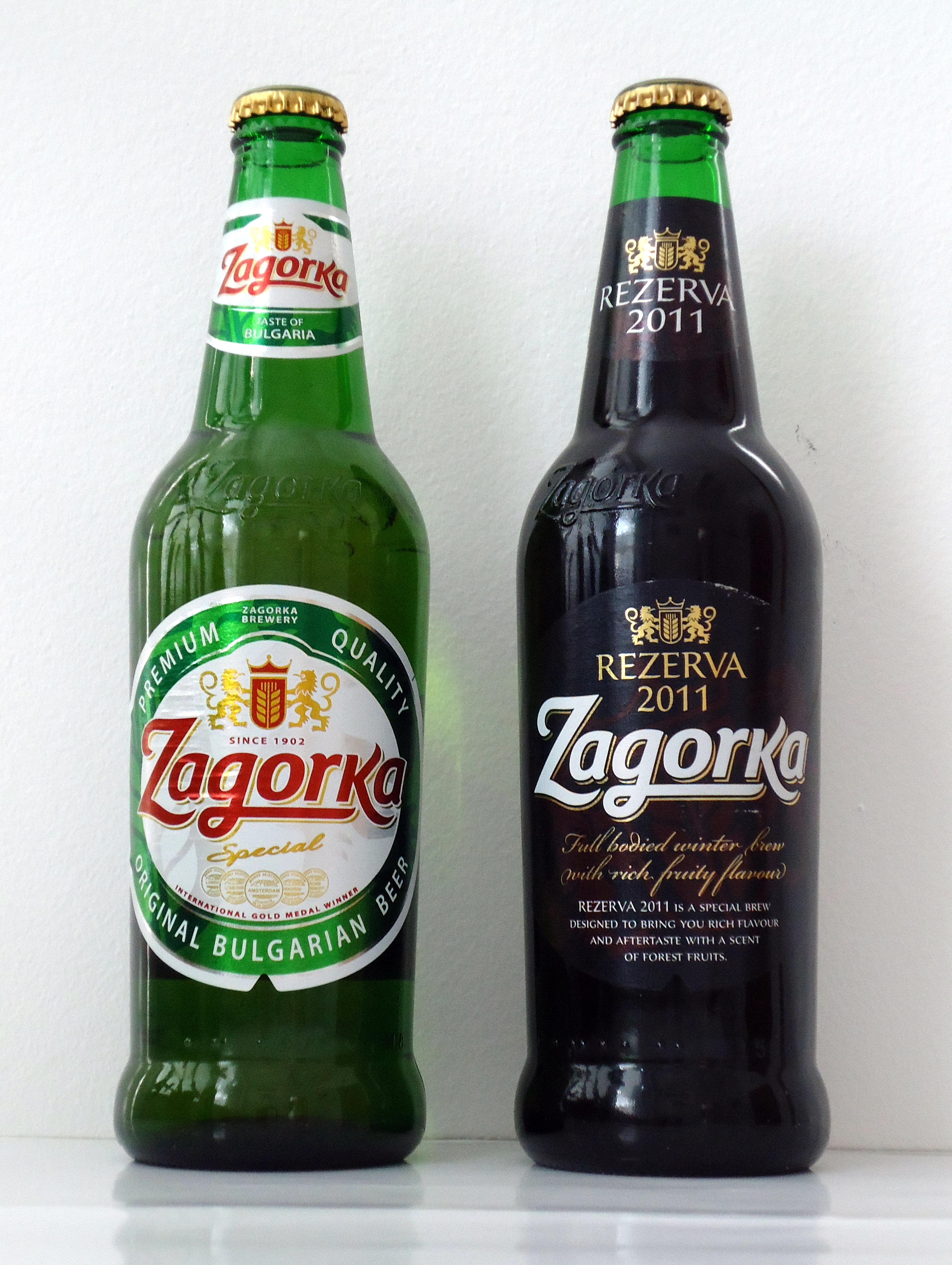
Două sortimente de bere Zagorka (Special și Reserve)
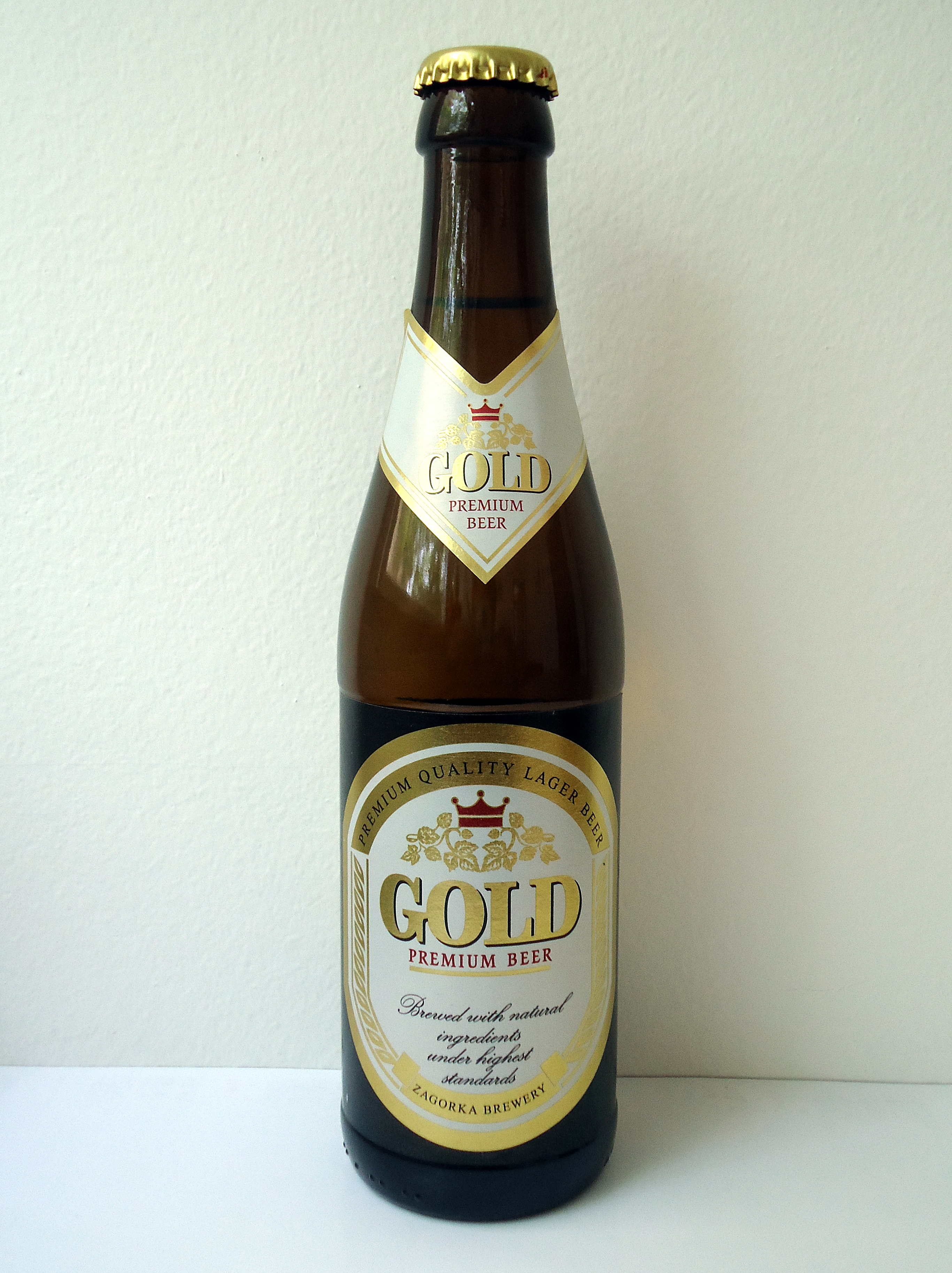
Zagorka Gold
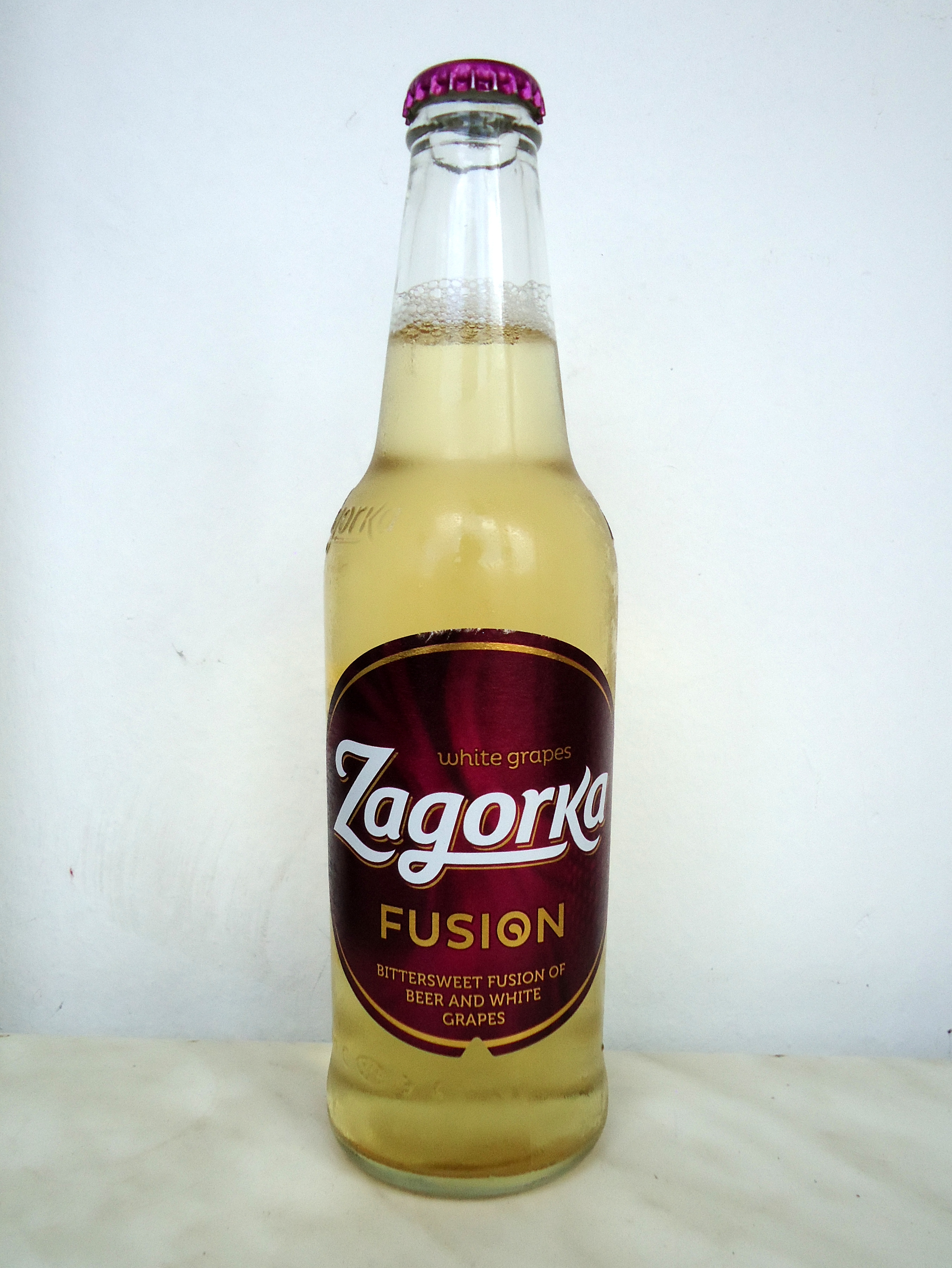
Zagorka Fusion
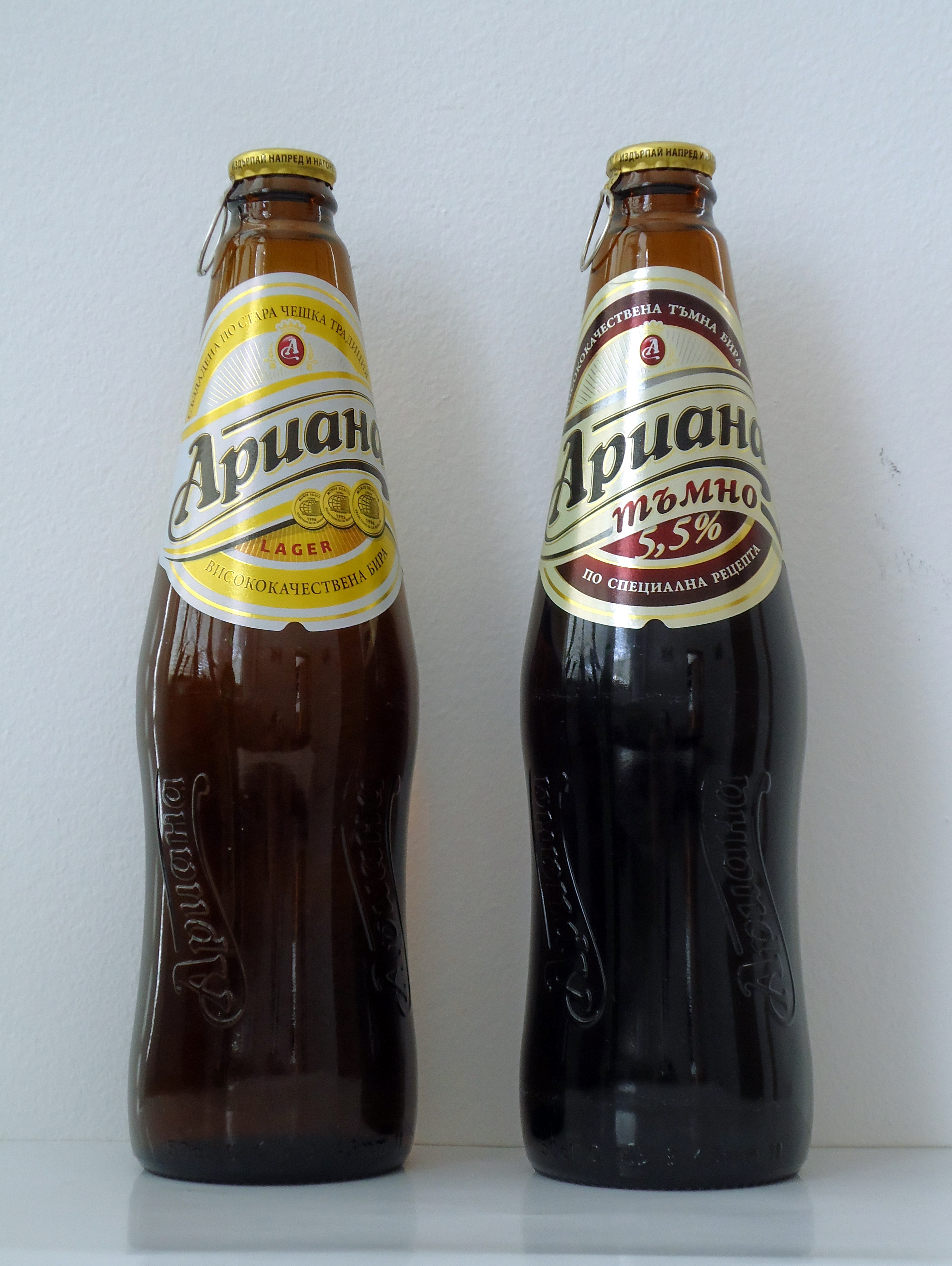
Două sortimente de bere Ariana (Light și Dark)
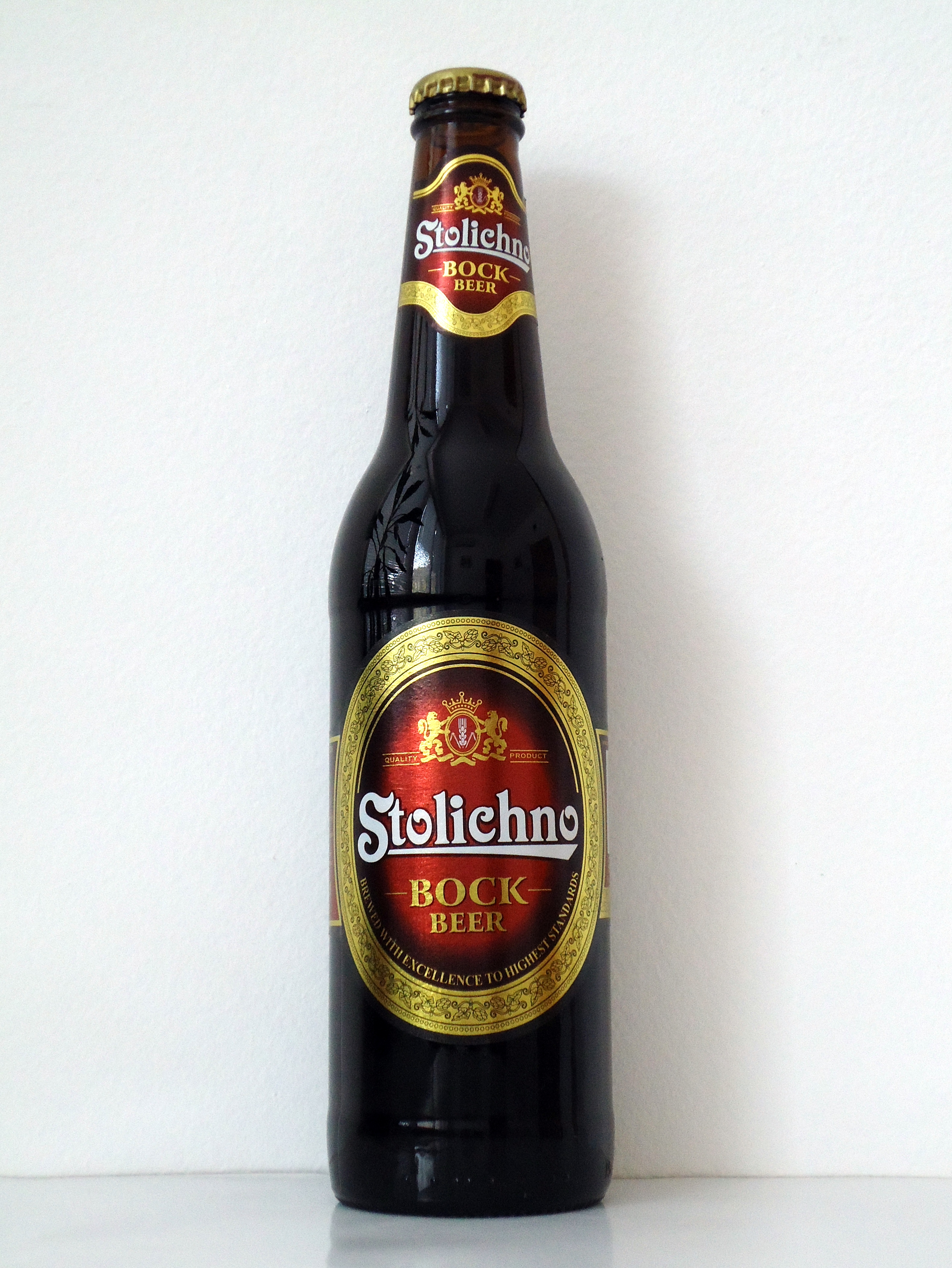
Stolîcino